# ميشيل كلاين
ميشيل كلاين (بالإنجليزية: Michelle Kline)‏ هي متزلجة أمريكية، ولدت في 8 نوفمبر 1968 في غولدن فالي في الولايات المتحدة.

## وصلات خارجية
- ميشيل كلاين على موقع أوليمبيديا (الإنجليزية)